# Школа прерий

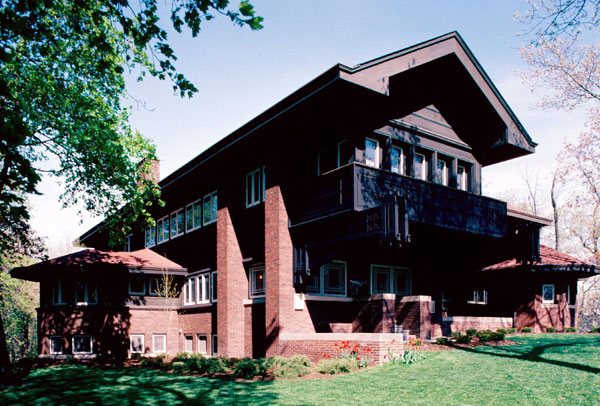
Дом Гарольда К. Брэдли в Мадисон (штат Висконсин, США). Архитекторы Луис Салливан и

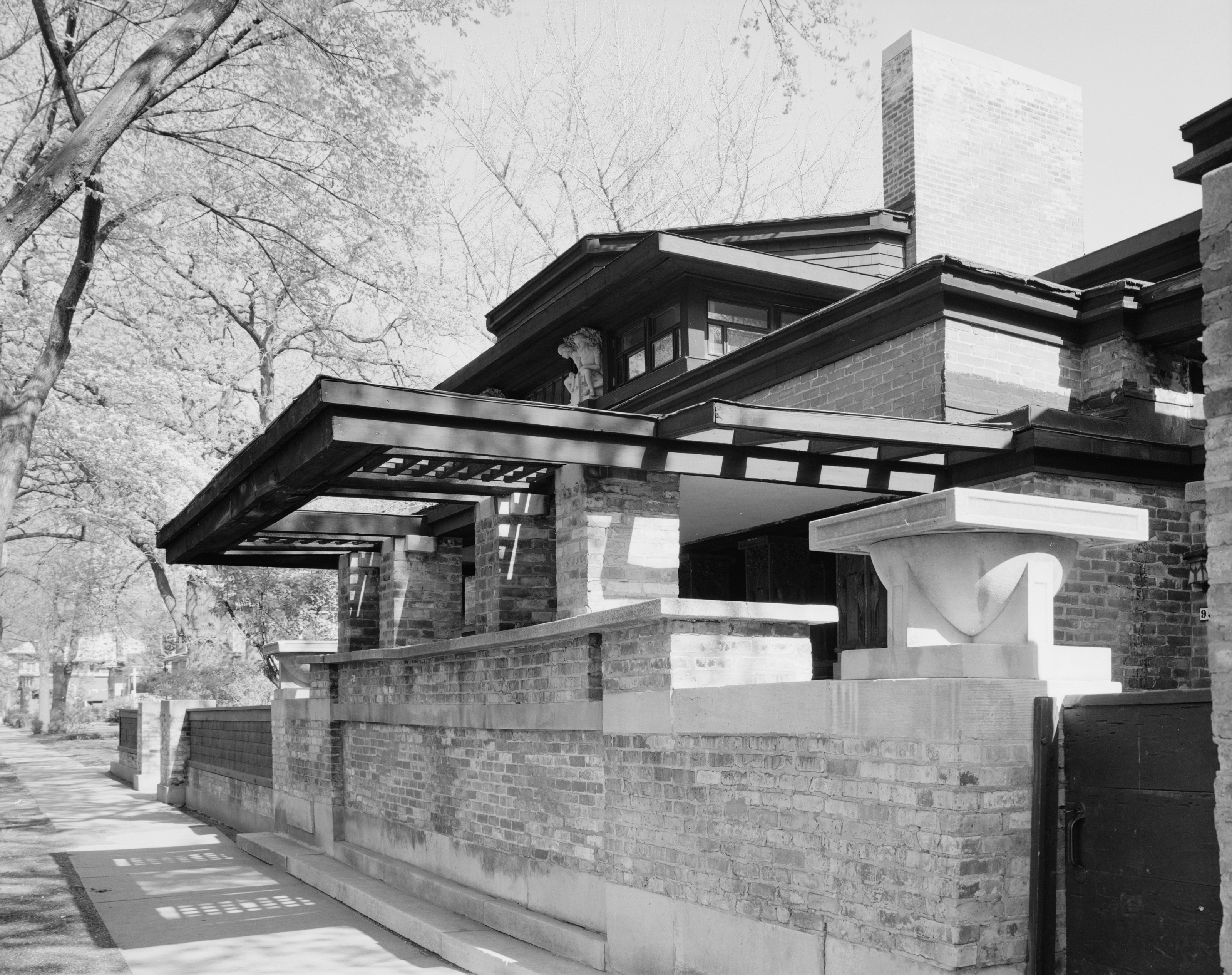
Дом и студия Фрэнка Ллойда Райта в Ок-Парк, (штат Иллинойс, США)

Школа прерий (англ. Prairie School) или стиль прерий — архитектурное направление конца XIX — начала XX века, распространённое в основном на Среднем Западе США. Является одним из течений «органической архитектуры».

## Общая характеристика
Характеристикой стиля считается использование горизонтальных линий, преобладание плоских крыш, широких выступающих карнизов, сложного или неклассического орнамента. Школа прерий обозначила разрыв с традициями архитектуры XIX века. Горизонтальные детали построек напоминали пейзажи Великих равнин, чем и объяснялось образное название школы. Школу прерий рассматривают как один из этапов формирования архитектурной традиции Нового света. В то же время на стиль оказала влияние японская традиционная архитектура, с которой американцы стали массово знакомиться в период Реставрации Мэйдзи.

## Основные мастера
Инициатором и родоначальником направления стал Луис Салливан. Среди видных представителей школы прерий можно назвать следующих архитекторов:
- Фрэнк Ллойд Райт (в ходе своего творческого развития прошедший через разные стили)
- Уолтер Бёрли Гриффин и Марион Махони Гриффин[англ.]
- Уильям Юджин Драммонд
- Уильям Грей Пёрселл[англ.]
- Джордж Грант Элмсли[англ.]